# Noriko Inada
Noriko Inada (Japón, 27 de julio de 1978) es una nadadora japonesa retirada especializada en pruebas de estilo espalda corta distancia, donde consiguió ser medallista de bronce mundial en 2003 en los 50 metros estilo espalda.

## Carrera deportiva
En el Campeonato Mundial de Natación de 2003 celebrado en Barcelona ganó la medalla de bronce en los 50 metros estilo espalda, con un tiempo de 28.62 segundos, tras la española Nina Zhivanevskaya (oro con 28.48 segundos) y la checa Ilona Hlavackova (plata con 28.50 segundos).